# NGC 1792
NGC 1792 је спирална галаксија у сазвежђу Голуб која се налази на NGC листи објеката дубоког неба.
Деклинација објекта је - 37° 58' 47" а ректасцензија 5h 5m 13,8s. Привидна величина (магнитуда) објекта NGC 1792 износи 10,0 а фотографска магнитуда 10,8. Налази се на удаљености од 13,563 милиона парсека од Сунца. NGC 1792 је још познат и под ознакама ESO 305-6, MCG -6-12-4, AM 0503-380, IRAS 05035-3802, PGC 16709.